# Esparza
Esparza är en ort i Costa Rica.   Den ligger i provinsen Puntarenas, i den centrala delen av landet, 60 km väster om huvudstaden San José. Esparza ligger 214 meter över havet och antalet invånare är 15 575.
Terrängen runt Esparza är kuperad norrut, men söderut är den platt. Runt Esparza är det ganska tätbefolkat, med 83 invånare per kvadratkilometer. Närmaste större samhälle är Puntarenas, 19,1 km väster om Esparza. Omgivningarna runt Esparza är en mosaik av jordbruksmark och naturlig växtlighet.